# Pretomanida
Pretomanida, comercializado bajo la marca Dovprela, es un antibiótico utilizado para tratar la tuberculosis multirresistente que afecta a los pulmones. Generalmente se utiliza junto con bedaquilina y linezolida. Este medicamento se toma por vía oral.
Entre los efectos secundarios más frecuentes se incluyen lesiones nerviosas, acné, vómitos, dolor de cabeza, hipoglucemia, diarrea e inflamación hepática; otros efectos secundarios pueden ser supresión de la médula ósea, neuropatía óptica y prolongación del intervalo QT. No está claro la seguridad de este medicamento durante el embarazo.
Este medicamento fue aprobado para uso médico en los Estados Unidos en 2019 y en Europa en 2020. Está en la Lista de Medicamentos Esenciales de la Organización Mundial de la Salud. En el mundo en desarrollo costaba 364 dólares estadounidenses por 6 meses en 2019. En los Estados Unidos esta cantidad cuesta alrededor de 3800 dólares estadounidenses a partir de 2021. Fue desarrollado por la TB Alliance.